# Hoshi no Samidare
Hoshi no Samidare (惑星のさみだれ?), también conocido como Lucifer and the Biscuit Hammer, es una serie de manga japonesa escrita e ilustrada por Satoshi Mizukami. Fue serializada en la revista de manga seinen Young King OURs de Shōnen Gahōsha desde abril de 2005 hasta agosto de 2010, con sus capítulos recopilados en diez volúmenes de tankōbon. Una adaptación de la serie al anime de NAZ se estrenó en el bloque Animeism el 9 de julio de 2022.

## Trama
Yuuhi Amamiya es un joven y misántropo estudiante universitario que un día se despierta y encuentra una lagartija en su cama. El lagarto explica que Yuuhi ha sido elegido como un Caballero Bestia, un guerrero mágico destinado a ayudar a una princesa a derrotar a un mago que busca destruir el mundo con un mazo gigante que flota en el espacio llamado Biscuit Hammer. Si bien Yuuhi inicialmente no está interesado en involucrarse, cambia de opinión cuando conoce a la princesa, Samidare Asahina, quien le dice su intención de derrotar al mago y salvar el mundo para poder destruirlo ella misma. 

## Personajes
Yuuhi Amamiya (雨宮 夕日 Amamiya Yūhi?)
 Seiyū: Junya Enoki
El protagonista principal. Un estudiante universitario solitario y con gafas que inicialmente rechaza la solicitud de Noi Crezant de ayudar a salvar el mundo. Tiene una personalidad perturbada por el maltrato que recibió de su abuelo. Fue criado para no confiar ni hacerse amigo de nadie como resultado de la muerte de su padre que era detective a manos de su colega y la posterior desaparición de su madre, y fue encadenado en el sótano para asegurarse de que no hiciera amigos. Eventualmente, cambia de opinión para ayudar a Samidare Asahina, a quien generalmente se refiere como Princesa. Su habilidad se llama control de dominio. Puede ejercer una débil fuerza telequinética sobre una pequeña burbuja de aire, lo suficiente para mantenerse sobre el suelo durante unos segundos o ralentizar el ataque de un enemigo. Aunque sus habilidades generales de combate son mucho más débiles que las de la mayoría de los otros personajes.
Samidare Asahina (朝日奈 さみだれ Asahina Samidare?)
 Seiyū: Naomi Ōzora
Una joven entusiasta y una de las protagonistas, aunque no parece tener una pareja animal. Su cuerpo es extremadamente fuerte, suficiente para hacer cien flexiones con Amamiya en la espalda o destruir un golem de un solo golpe. En el pasado, ella era una niña enfermiza hospitalizada. Impotente y esperando una muerte segura, yacía en su lecho de muerte aquejada de una extraña enfermedad. Sin embargo, las cosas cambiaron para mejor después de que Anima le pasó sus poderes, confiándole el papel de la 'Princesa', la líder suprema de los caballeros. Ella quiere salvar la Tierra del Biscuit Hammer, pero su razón para hacerlo es para que eventualmente pueda destruir el mundo ella misma. Su deseo, impulsado por su amor por el planeta, es poseerlo, pero después de darse cuenta de que la esperanza de vida entre los humanos y los planetas es demasiado grande, llega a la conclusión de que la única forma de ser realmente el dueño es ser su destructora. Más importante aún, ella desea destruir su impotencia junto con el planeta, ya que después de que termine la guerra con el mago y Anima la deje, volverá a su estado enfermizo cercano a la muerte. Ella se propone destruir el martillo de galletas y derrotar al mago para que pueda ser ella quien destruya el mundo. Más tarde, ella admite su amor por Yuuhi.
Neu Crescent (ノイ=クレザント Noi Kurezanto?)
 Seiyū: Kenjirō Tsuda
Noi es el familiar de Amamiya Yuuhii, el Caballero Lagarto. Noi es un ser bastante lógico y cree que es su deber y el de Yuuhi proteger a la Princesa y derrotar el complot del Mago para destruir la Tierra. Se da cuenta de los planes de Yuuhi y Samidare (la Princesa) y está bastante decepcionado con la actitud de Yuuhi hacia la lucha entre los Caballeros Animales y el Mago. Noi tiene bastante conocimiento sobre los otros Caballeros Animales (aunque no conoce a sus homólogos humanos), el Mago y otros detalles de la lucha. Solo puede viajar una corta distancia de Yuuhi antes de ser teletransportado a su lado. No puede ser visto por humanos normales.
Hisame Asahina (朝日奈 氷雨 Asahina Hisame?)
 Seiyū: Azusa Tadokoro
La hermana mayor de Samidare y profesora en la universidad a la que asiste Yuuhi. Después que Yuuhi accidentalmente viera debajo de su falda, Hisame lo considera un pervertido.
Anima (アニマ?)
 Seiyū: Mao Ichimichi
Hermana gemela del Animus. Ella es la creadora de los caballeros bestia y con su ayuda intenta evitar que Animus destruya la Tierra. Ella le entregó sus poderes a Samidare.
Animus (アニムス Animusu?)
 Seiyū: Tatsumaru Tachibana
El principal antagonista y creador de los golems. Tiene una personalidad muy relajada y amistosa. Es el hermano mayor gemelo de Anima, que vino del futuro para destruir el planeta con su Biscuit Hammer. Posee grandes poderes mágicos y desea el conocimiento supremo. Se considera a sí mismo como un Dios. Cuando muere, se da cuenta de que su conciencia puede retroceder en el tiempo, lo que sugiere que podría reencarnarse como Akitani Inachika.
Hangetsu Shinonome (東雲 半月 Shinonome Hangetsu?)
 Seiyū: Shuuhei Iwase
Mikazuki Shinonome (東雲 三日月 Shinonome Mikazuki?)
 Seiyū: Gen Satō
Sōichirō Nagumo (南雲 宗一朗 Nagumo Sōichirō?)
 Seiyū: Tetsu Inada
Yayoi Hakudō (白道 八宵 Hakudō Yayoi?)
 Seiyū: Aya Suzaki
Es la Caballero Serpiente. Su compañero animal es Shea Moon. Ella es una hábil practicante de Kendo. Más tarde pelea con Amamiya Yuuhi por el privilegio de convertirse en la segunda bestia mítica caballero. Ella es la vencedora y se convierte en la Invisible. Es muy cariñosa y maternal. Es una ávida fanática del manga y el anime, hasta el punto de que con frecuencia hace cosplay de sus personajes favoritos. Sin embargo, hace esto en secreto, por temor a que la gente altere su percepción de ella si se revela su secreto. Ella es muy competente en Kendo. Ella usa una espada de madera que combina con su control de dominio, Flamberge, la cual se enrolla alrededor de su espada mejorando su fuerza y potencial de corte. Si conecta un extremo a la espada y el otro a su brazo, puede extender su rango de ataque, creando un estilo de lucha personal que utiliza el Control de Dominio. Este estilo hace que la postura sea irrelevante y aproveche bien el peso de la espada. También puede convertirse en la Bestia Mítica Caballero, Invisible. De esta forma, puede usar una versión mejorada llamada Yorozukubi Orochi, que libera su dominio en múltiples cintas que abruman y devoran al enemigo. Puede combinar estas cintas en una gran pestaña llamada Senbiru. Yayoi comienza a desarrollar sentimientos por Yuuhi después de haberla salvado del ataque de un golem, pero se desilusiona al saber que a Yuuhi le gusta Samidare. Diez años después de la batalla final, Yayoi se casa con Hyo y adopta el nombre de Yayoi Shimaki.
Hyō Shimaki (風巻 豹 Shimaki Hyō?)
 Seiyū: Yoshitsugu Matsuoka
Un profesor que fue elegido para ser el Caballero Gato Negro. Su familiar es Coo Ritter. Le interesa lograr los registros Akáshicos, el conocimiento de todo lo que existe en el universo. Este deseo capta el interés de Animus en él, ya que ambos tienen objetivos similares, y debido a esto, a menudo habla con él tratando de reclutarlo para su lado. No mucho después de ser presentado, el mago Animus lo llama a un mundo de sueños y le pide que se una a su lado. A cambio, Animus promete que pueden explorar el Universo juntos y descubrir todo lo que hay por descubrir. Shimaki parece estar considerando seriamente esto por un tiempo, pero en la próxima reunión se niega rápidamente e intenta atacar a Animus. Después de que Coo le negara su deseo original de omnisciencia, se conforma con la capacidad de crear su propio conjunto de golems. Shimaki Hyou posee la capacidad de crear su propio conjunto de golems , gracias a su deseo contractual por el poder de la conceptualización definitiva, que él llama Kybele. Primero los nombra según los días de la semana alemana, y después de que se acaban los días, comienza a usar los nombres alemanes de las cuatro estaciones. Al final de la historia, se revela que Hyo se ha casado con Yayoi.
Tarō Kusakabe (日下部 太朗 Kusakabe Tarō?)
 Seiyū: Shun'ichi Toki
Fue amigo de la infancia de Hanako y el Caballero Ratón. Su compañero animal es Lance Lumiere. Su Domain Control Aragami funciona controlando minuciosamente el aire en su interior y revolviéndolo para calentar el alcohol hasta que se quema. Si se mezclan guijarros, se vuelve más fácil de usar. El sueño de Tarou fue el de ser chef de cocina. Saltó frente a Sorano Hanako cuando estaba a punto de ser apuñalada por el noveno golem, Boedromion. No pudo detener el ataque, que los atraviesa a ambos. Hanako de alguna manera salió ilesa del ataque, y Kil Zonne, su compañero, supuso que Tarou usó su deseo para evitar la muerte de Hanako una vez, para que ella hubiera sobrevivido incluso si él no hubiera intentado bloquear el ataque. Poco antes de morir, Taro le confesó a Hanako. 
Hanako Sorano (宙野 花子 Sorano Hanako?)
 Seiyū: Chinatsu Hirose
Amiga de la infancia de Tarou y la Caballero Mantis. Su compañero animal es Kil Zonne. Ella es alguien que oculta muy bien sus emociones, solo tiene una sonrisa descuidada, que ni siquiera su amigo de la infancia puede ver a través de ella. Puede usar su control de dominio para retener y contener las moléculas de agua para enfriarlas y crear hielo. Cuando usó su control de dominio para formar un gran cristal de hielo, lo llamó Kusakabe. Eventualmente aprendió a controlar el espectro completo de temperatura con su control de dominio, siendo capaz de realizar Aragami para entonces. Su deseo contractual de Caballero era que muriera un asesino, a cambio ella recibió su karma y aumentó su tasa de mortalidad. Ella queda devastada por la muerte de Tarou, por lo que le pide a Animus permitirle enfrentarse sola al golem que mató a Tarou. Hanako finalmente derrota al golem, logrando así vengar la muerte de su amigo e interés amoroso. Para honrar la memoria de Tarou, Hanako decide convertirse en chef. Al final de la historia, tras haber transcurrido 10 años, Hanako dirige un restaurante en su casa.
Subaru Hoshikawa (星川 昴 Hoshikawa Subaru?)
 Seiyū: Chihaya Yoshitake
Yukimachi Tsukishiro (月代 雪待 Tsukishiro Yukimachi?)
 Seiyū: Moeha Nochimoto
Taiyō Akane (茜 太陽 Akane Taiyō?)
 Seiyū: Mutsumi Tamura
Inachika Akitani (秋谷 稲近 Akitani Inachika?)
 Seiyū: Kazuhiro Yamaji
Ludo Shubarie (ルド=シュバリエ Rudo Shubarie?)
 Seiyū: Shōya Ishige
Muu (ムー Mū?)
 Seiyū: Atsuko Tanaka
Dance Dark (ダンス=ダーク Dansu Dāku?)
 Seiyū: Kentarō Kumagai
Shea Moon (シア=ムーン Shia Mūn?)
 Seiyū: Hyo-sei
Coo Ritter (クー=リッター Kū Rittā?)
 Seiyū: Nagisa Kakegawa
Lance Lumiere (ランス=リュミエール Ransu Ryumiēru?)
 Seiyū: Kazutomi Yamamoto
Kil Zonne (キル=ゾンネ Kiru Zon'ne?)
 Seiyū: Ruriko Aoki
Lee Soleil (リー=ソレイユ Rī Soreiyu?)
 Seiyū: Mitsuo Iwata
Ron Yue (ロン=ユエ?)
 Seiyū: Katsuji Mori
Loki Helios (ロキ=ヘリオス Roki Heriosu?)
 Seiyū: Manabu Muraji
Zan Amal (ザン=アマル Zan Amaru?)
 Seiyū: Tetsuei Sumiya

## Contenido de la obra

### Manga
Escrito e ilustrado por Satoshi Mizukami, Hoshi no Samidare fue serializado en la revista de manga seinen Young King OURs de Shōnen Gahōsha desde el 28 de abril de 2005 hasta el 30 de agosto de 2010. Shōnen Gahōsha recopiló sus capítulos en diez volúmenes tankōbon, publicados desde el 27 de enero de 2006 hasta el 30 de noviembre de 2010.
JManga comenzó a publicar la serie digitalmente en Norteamérica en febrero de 2012, y publicó cinco volúmenes antes de que la compañía cerrara en mayo de 2013. Posteriormente, Seven Seas Entertainment obtuvo la licencia en noviembre de 2013. Crunchyroll agregó la serie a su catálogo en línea en septiembre de 2014, y BookWalker agregó la serie el 18 de noviembre de 2015.

#### Lista de volúmenes
| Volúmenes de manga publicados | Volúmenes de manga publicados | Volúmenes de manga publicados |
| Número                        | Fecha de lanzamiento          | ISBN                          |
| ----------------------------- | ----------------------------- | ----------------------------- |
| 1                             | 27 de enero de 2006           | ISBN 978-4-7859-2605-2        |
| 2                             | 27 de septiembre de 2006      | ISBN 978-4-7859-2687-8        |
| 3                             | 28 de mayo de 2007            | ISBN 978-4-7859-2787-5        |
| 4                             | 26 de octubre de 2007         | ISBN 978-4-7859-2872-8        |
| 5                             | 26 de mayo de 2008            | ISBN 978-4-7859-2967-1        |
| 6                             | 29 de octubre de 2008         | ISBN 978-4-7859-3050-9        |
| 7                             | 30 de abril de 2009           | ISBN 978-4-7859-3153-7        |
| 8                             | 10 de noviembre de 2009       | ISBN 978-4-7859-3262-6        |
| 9                             | 19 de mayo de 2010            | ISBN 978-4-7859-3385-2        |
| 10                            | 30 de noviembre de 2010       | ISBN 978-4-7859-3518-4        |

### Anime
El 24 de enero de 2022 se anunció una adaptación de la serie al anime. La serie es producida por NAZ y dirigida por Nobuaki Nakanishi, con Satoshi Mizukami, el autor original, y Yūichirō Momose escribiendo los guiones, Hajime Hatakeyama diseñando los personajes y Takatsugu Wakabayashi componiendo la música. Se estrenó el 9 de julio de 2022 en el bloque de programación Animeism en MBS, TBS y BS-TBS. El tema de apertura es "Gyōkō" (暁光?), interpretado por Half time Old, mientras que el tema de cierre es "Reflexion", interpretado por SpendyMily. Crunchyroll obtuvo la licencia de la serie fuera de Asia. Muse Communication obtuvo la licencia de la serie en el sur y sureste de Asia.

## Recepción
En 2011, la serie fue nominada en la edición 42 de los Premios Seiun en la categoría de cómics.
Al revisar el primer volumen ómnibus para Anime News Network, Rebecca Silverman comentó que la historia "tarda un tiempo en alcanzar su ritmo, pero cuando lo hace, dejarlo se vuelve difícil", escribiendo que "debajo del comienzo tonto y los dispositivos típicamente cómicos de chicas absurdamente poderosas y animales que hablan, Hoshi no Samidare esconde una historia muy oscura" que hace que "se sienta muy diferente de la mayoría de las otras series shōnen actualmente disponibles en inglés". Ella le dio una calificación general de B. Rebecca Silverman luego incluiría la serie como finalista a "Mejor reelaboración de un género antiguo" en su artículo retrospectivo de manga de 2015 para Anime News Network.
Charlie Jane Anders de io9 colocó la serie en el número diez de su lista de "10 profecías heroicas que no resultaron como esperaban los héroes".